# Arene lychee
Arene lychee is een slakkensoort uit de familie van de Areneidae. De wetenschappelijke naam van de soort is voor het eerst geldig gepubliceerd in 2018 door Cavallari en Simone.